# Euphyia expolita
Euphyia expolita är en fjärilsart som beskrevs av Alfred Philpott 1917. Euphyia expolita ingår i släktet Euphyia och familjen mätare. Inga underarter finns listade i Catalogue of Life.